# Interior Savings Centre
Interior Savings Centre é uma arena multi-uso localizado em Kamloops, Canadá.